# 21st Century Schizoid Band
21st Century Schizoid Band est un supergroupe de rock britannique, originaire de l'Angleterre. Il est formé en 2002 par d'anciens membres de King Crimson.

## Biographie
21st Century Schizoid Band est formé par d'anciens membres de King Crimson. Le nom vient de la célèbre chanson de King Crimson : 21st Century Schizoid Man, parue sur l'album In the Court of the Crimson King. Les membres initiaux sont Mel Collins aux saxophones alto, ténor et baryton, à la flûte et aux claviers, Michael Giles à la batterie, son frère Peter Giles à la basse et aux chœurs, Ian McDonald au saxophone alto, à la flûte et aux claviers, tous anciens membres du groupe du King Crimson. Ils sont rejoints par Jakko Jakszyk à la guitare, à la flûte, au Mellotron et au chant.
Lors de ses concerts, 21st Century Schizoid Band joue de vieilles chansons de King Crimson et des chansons tirées du répertoire de chacun des membres, dont des extraits de l'album du duo McDonald & Giles. Le groupe sort d'abord trois albums, principalement enregistrés en concert, qui incluent quelques nouvelles compositions. Ian Wallace, également ancien batteur de King Crimson, remplace Mike Giles en 2003, juste avant le quatrième album, Live in Italy. En 2006 sort le cinquième album, Pictures of a City — Live in New York puis le groupe arrête tout en 2004. Ian Wallace meurt en 2007. La possibilité de reformer le groupe avec Guy Evans de Van Der Graaf Generator à la batterie est d'abord avancée, mais l'idée ne se développera pas.

## Membres
- Mel Collins : saxophones alto, ténor et baryton, flûte traversière, claviers
- Ian McDonald : saxophones alto, flûte traversière, claviers
- Peter Giles : basse, chœurs
- Jakko Jakszyk : guitare, flûte, mellotron, chant
- Michael Giles : batterie (2002-2003)
- Ian Wallace : batterie (2003-2004)

## Discographie
- 2002 : Official Bootleg V.1
- 2003 : In the Wake of Schizoid Men
- 2003 : Live in Japan (CD-DVD)[3]
- 2003 : Live in Italy
- 2006 : Pictures of a City — Live in New York